# Bermuda op de Olympische Zomerspelen 1964
Bermuda nam deel aan de  Olympische Zomerspelen 1964 in Tokio, Japan. Ook de zesde olympische deelname bleef zonder medailles. Het zou tot 1976 duren voordat de eerste medaille werd behaald.

## Deelnemers en resultaten

### Zeilen
| Olympiër                                                   | Discipline | Resultaat | Prestatie                           |
| ---------------------------------------------------------- | ---------- | --------- | ----------------------------------- |
| Jay Hooper                                                 | finn       | 20e       | 2489 punten: (DNF-6-19-20-21-22-16) |
| Edmund Kirkland "Kirk" Cooper Eugene Simmons Conrad Soares | dragon     | 5e        | 5055 punten: (19-8-5-6-1-2-11)      |

Afghanistan · Algerije · Argentinië · Australië · Bahama's · België · Bermuda · Birma · Bolivia · Brazilië · Brits-Guiana · Bulgarije · Cambodja · Canada · Ceylon · Chili · Colombia · Congo-Brazzaville · Costa Rica · Cuba · Denemarken · Dominicaanse Republiek · Duits eenheidsteam · Ethiopië · Filipijnen · Finland · Frankrijk · Ghana · Griekenland · Groot-Brittannië · Hongarije · Hongkong · Ierland · IJsland · India · Irak · Iran · Israël · Italië · Ivoorkust · Jamaica · Japan · Joegoslavië · Kameroen · Kenia · Libanon · Liberia · Libië · Liechtenstein · Luxemburg · Madagaskar · Maleisië · Mali · Marokko · Mexico · Monaco · Mongolië · Nederland · Nederlandse Antillen · Nepal · Nieuw-Zeeland · Niger · Nigeria · Noord-Rhodesië · Noorwegen · Oeganda · Oostenrijk · Pakistan · Panama · Peru · Polen · Portugal · Puerto Rico · Roemenië · Senegal · Sovjet-Unie · Spanje · Taiwan · Tanganyika · Thailand · Trinidad en Tobago · Tsjaad · Tsjecho-Slowakije · Tunesië · Turkije · Uruguay · Venezuela · Verenigde Arabische Republiek · Verenigde Staten · Vietnam · Zuid-Korea · Zuid-Rhodesië · Zweden · Zwitserland